# Fundación (República Dominicana)
Fundación é uma pequena cidade da República Dominicana pertencente à província de Barahona. Sua população estimada em 2012 era de 2 665 habitantes.